# Carolin Pienkos
Carolin Pienkos (* 1970 in Osnabrück) ist eine deutsch-österreichische Theater- und Opernregisseurin.

## Leben und Wirken
Sie studierte Deutsche Sprach- und Literaturwissenschaft sowie Kulturwissenschaft in Bremen. Schon während des Studiums arbeitete sie als Regieassistentin an verschiedenen Theatern.  Nach dem Studium begann sie als Assistentin am Wiener Burgtheater, wo sie vor allem mit Andrea Breth arbeitete.
Ab 2002 inszenierte sie im Kasino und Vestibül des Burgtheaters diverse Stücke. Sie inszenierte  u. a. in Mailand, Hamburg, Bremen und vor allem in Wien. Von 2012 bis 2014 arbeitete sie als Spielleiterin im stadtTheater walfischgasse in Wien und inszenierte dort mehrere Stücke. Auch die Uraufführung von „C(r)ash“ von Rupert Henning und das französische Theaterstück „Der Vorname“ von Alexandre De La Patellière und Matthieu Delaporte brachte sie dort auf die Bühne.
Von September 2016 an lief ihre Inszenierung der Shakespeare-Tragödie Coriolan am Akademietheater Wien. 2018 inszenierte sie gemeinsam mit Cornelius Obonya am Teatro alla Scala in Mailand „Die Fledermaus“ (Dirigent: Cornelius Meister). 2019 erarbeiteten sie „Die Zauberflöte“ für die Oper im Steinbruch (Dirigent: Karsten Januschke) St. Margarethen.

## Privates
Carolin Pienkos ist seit 2003 mit dem Schauspieler Cornelius Obonya verheiratet und hat mit ihm einen Sohn.

## Auszeichnungen
- 2005 Nominierung für den Nestroy-Theaterpreis in der Kategorie Bester Nachwuchs/Regie für ihre Uraufführung des Stückes lieber weit weg von Gerald Murphy im Vestibül des Wiener Burgtheaters.[2]